# Pilar Miranda Plata
María del Pilar Miranda Plata (Huelva, 2 de abril de 1967) es una política española, alcaldesa de Huelva desde 2023 tras su paso por la Autoridad Portuaria de Huelva como presidenta.

## Biografía
Hija del urólogo Joaquín Miranda Martínez y de Pilar Plata Galán, y nieta del que fue gobernador civil falangista en Huelva desde marzo de 1938 a octubre de 1943 Joaquín Miranda González
Licenciada en Derecho por la Universidad de Huelva, posee el título de Experta en Mediación Familiar y Menores, Máster en Mediación Familiar y con Menores, y de Doctora en Derecho del Trabajo. 
Comenzó su carrera profesional ejerciendo la abogacía y asesorando jurídicamente a Cruz Roja.
Comenzó su trayectoria como concejal del Partido Popular en la oposición desde 1991 en el Ayuntamiento de Huelva. Posteriormente tras las elecciones municipales de 1995 y bajo el mandato del alcalde Pedro Rodríguez González fue concejal de Juventud en el consistorio onubense, donde también ocupó tras las sucesivas mayorías absolutas del PP el cargo de Teniente de Alcalde de Servicios Sociales y Juventud hasta 2015. 
Tras veinte años en el gobierno municipal, Pilar Miranda fue reelegida concejal en 2015 y en 2016 se convirtió en portavoz del Grupo Municipal del PP en el Ayuntamiento de Huelva. En febrero de 2019 anunció en pleno su renuncia al acta de concejal tras ser propuesta para ocupar el cargo de presidenta de la Autoridad Portuaria de Huelva.
Como presidenta de la Autoridad Portuaria de Huelva, ha llevado a cabo la restauración del monumento a Colón, la recreación de la Fuente de las Naciones y la terminal de pasajeros del Muelle Sur. Ha puesto en marcha proyectos como la remodelación del Muelle de Levante, la nueva Zona de Actividades Logísticas o la restauración del Muelle de Tharsis, así como la remodelación del entorno del monumento a Colón. 
El 17 de junio de 2023 ganó las  municipales convirtiéndose en la primera alcaldesa de Huelva en toda la historia del municipio andaluz.